# Rafael María Baralt y Montúfar
Rafael María Baralt y Montúfar (Maracaibo, 3 luglio 1810 – Madrid, 2 gennaio 1860) è stato un poeta, storico e filologo venezuelano.

## Biografia
Rafael María Baralt y Montúfar nacque a Maracaibo il 3 luglio 1810, figlio del colonnello Don Miguel Antonio Baralt e di Ana Francisca Pérez, originaria della Repubblica Dominicana.
Studiò all'Università di Bogotà latino e filosofia, laureandosi nel 1830.
La guerra d'indipendenza del Venezuela e la rivoluzione del 1830 che separò definitivamente il Venezuela dalla Colombia, spinsero Baralt y Montúfar a sospendere la carriera scientifica iniziata con la laurea d'ingegneria all'Accademia militare di matematica, e a impegnarsi dapprima in quella militare e poi in quella letteraria. Nel 1841 si trasferì a Parigi dove pubblicò la Historia antigua y moderna de Venezuela, con la preziosa collaborazione di Ramón Díaz Flórez, poi, nel 1843, passò in Spagna per una missione diplomatica.
Dopo di che Baralt y Montúfar diventò cittadino spagnolo e partecipò alla vita politica, come esponente progressista, poi democratico e infine aderente alla Unión Liberal. Inoltre collaborò con i più importanti giornali contemporanei (El Siglo XIX, El Tiempo, El Espectador) scrivendo articoli progressisti in cui auspicò un socialismo cristiano, umanitario e riformista.
Baralt y Montúfar ottenne impieghi importanti nell'amministrazione: nel 1853 ricevette la carica di accademico numerario della Reale accademia della lingua spagnola, primo ispanico della storia, oltre che la direzione della Tipografia Nazionale.
Tra le sue principali opere si possono menzionare: Historia de Venezuela hasta 1830, in collaborazione con Ramón Dieste (1841-1843), opera giovanile non sempre imparziale e ricca d'informazione; Antología Española (1848); Programas Políticos, due serie di fascicoli suoi e di Nemesio Fernández Cuesta (1849); Estudio sobre Donoso Cortés, (1853) in cui si mostrò contrario al tradizionalismo e al neocattolicismo francese; Poesías (1888); Poesías escogidas, selezionate da lui e pubblicate dall'Accademia; Letras Españolas, articoli raccolti a Madrid; Diccionario matriz de la lengua castellana (dal 1854), non finito.
Il suo libro Lo pasado y lo presente (1849), con il quale manifestò il suo dissenso dalle idee politiche e religiose di Juan Donoso Cortés, raggiunse l'apice del suo pensiero.
La sua poesia si caratterizzò per elementi di critica nei riguardi del Romanticismo e per un riavvicinamento alle scuole salmantina (Manuel José Quintana) e andalusa, seguendo tendenze rigorosamente classicheggianti: più che un poeta egli fu, secondo l'espressione di Marcelino Menéndez Pelayo, «un grammatico che si esercita nella tecnica retorica», intenzionato a conservare le tradizioni metriche castigliane. Oltre alla sua poesia eroica, che espresse nobili idee, quali la patria, la fede, l'eroismo, al posto di sentimenti personali romantici, compose liriche intimistiche, come A una flor marchita. Come prosatore, invece, si dimostrò puro e brillante, con lessico abbondante, schietto e preciso.
La sua opera principale risultò di carattere filologico, il Diccionario de galicismos (1855), che fu per lungo tempo come un codice autorevole in difesa dell'influenza letteraria francese del XIX secolo, e, sebbene non evidenzi una rigida impostazione scientifica, è ancora oggi di utile consultazione.

## Opere
- Historia antigua y moderna de Venezuela (1841);
- Historia de Venezuela hasta 1830 (1841-1843);
- Antología Española (1848);
- Programas Políticos (1849);
- Lo pasado y lo presente (1849);
- Estudio sobre Donoso Cortés, (1853);
- Diccionario matriz de la lengua castellana (dal 1854);
- Diccionario de galicismos (1855);
- Poesías (1888).